# Anchonastus plumosus
Anchonastus plumosus är en spindelart som först beskrevs av Pocock 1899.  Anchonastus plumosus ingår i släktet Anchonastus och familjen jättekrabbspindlar. Inga underarter finns listade i Catalogue of Life.